# Silaus tenuifolius
Silaus tenuifolius är en flockblommig växtart som beskrevs av Dc. Silaus tenuifolius ingår i släktet Silaus och familjen flockblommiga växter. Inga underarter finns listade i Catalogue of Life.